# Marvin Dogue
Marvin Faly Dogue (Ludwigshafen am Rhein, 1º novembre 1995) è un pentatleta tedesco.

## Biografia
È fratello minore di Patrick Dogue, anche lui pentatleta di caratura internazionale.
È stato vicecampione iridato a squadre ai mondiali di Il Cairo 2021, con Fabian Liebig e il fratello Patrick. All'edizione di Alessandria d'Egitto 2022 ha ottenuto il bronzo con Patrik e Pele Uibel.

## Palmarès
- Mondiali

Berlino 2015: bronzo nella staffetta;
Il Cairo 2021: argento a squadre;
Alessandria d'Egitto 2022: bronzo a squadre;
- Europei

Minsk 2017: bronzo nella staffetta;
Székesfehérvár 2018: argento nella staffetta;
Budapest 2024: bronzo nell'individuale;